# Ловишка епархия
Ловишката епархия (на полски: Diecezja łowicka; на латински: Dioecesis Lovicensis) е административно-териториална единица на католическата църква в Полша, западен обред. Суфраганна епископия на Лодзката митрополия. Установена на 25 март 1992 година с булата „Totus Tuus Poloniae Populus“ на папа Йоан-Павел II. Заема площ от 5806 км2 и има 604 685 верни. Седалище на епископа е град Лович.

## Деканати
В състава на епархията влизат двадесет и един деканата.
| - Деканат „Бяла Равска“ - Деканат „Вискитки“ - Деканат „Гловно“ - Деканат „Жирардув“ - Деканат „Жихлин“ - Деканат „Крошневице“ - Деканат „Кутно-Свети Архангел Михаил“ | - Деканат „Кутно-Свети Лаврентий“ - Деканат „Ленчица“ - Деканат „Лович-Катедра“ - Деканат „Лович-Свети Дух“ - Деканат „Любохня“ - Деканат „Мшчонув“ - Деканат „Нове Място“ | - Деканат „Пьонтек“ - Деканат „Рава Мазовецка“ - Деканат „Санники“ - Деканат „Скерневице“ - Деканат „Скерневице-Свети Яков“ - Деканат „Сохачев-Дева Мария на непрестанната помощ“ - Деканат „Сохачев-Свети Лаврентий“ |